# Et resurrexit
Az Et resurrexit a Nikaia–konstantinápolyi hitvallás latin nyelvű változatának szállóigévé vált része, amely Jézus Krisztus feltámadására utal. Magyar fordítása: „És feltámadott.” Hosszabb változata: Et resurrexit tertia die, azaz: „És harmadnapon feltámadott” (a hitvallásban: Et resurrexit tertia die secundum scripturas, "És feltámadott harmadnapon az Írások szerint").
Leghíresebb magyar irodalmi feldolgozása Pilinszky János Harmadnapon című rövid verse: 
És fölzúgnak a hamuszín egek,

hajnalfele a ravensbrücki fák.

És megérzik a fényt a gyökerek

És szél támad. És fölzeng a világ.
Mert megölhették hitvány zsoldosok,

és megszünhetett dobogni szive -

Harmadnapra legyőzte a halált.

Et resurrexit tertia die.
Számtalan zenemű szövegének része, főleg a mise műfajában, a Credo tételben. (Például Joseph Haydn: Missa in tempore belli vagy  Ludwig van Beethoven: Missa Solemnis.)